# 京福電気鉄道鋼索線
鋼索線（こうさくせん）は、京都府京都市左京区のケーブル八瀬駅からケーブル比叡駅に至る京福電気鉄道のケーブルカー路線。通称は叡山ケーブル（えいざんケーブル）。
叡山電鉄叡山本線、叡山ロープウェイとともに京都市内から比叡山山頂へのルートを形成する。高低差は561 mあり、ケーブルカーとしては日本最大である。

## 路線データ
- 路線距離（営業キロ）：1.3 km[2]
- 軌間：1,067 mm[2]
- 駅数：2駅（起終点駅を含む）
- 高低差：561 m[1]
- 最大勾配：530 ‰ （約27 ° 55 ′）[3]
- 最小勾配：215 ‰
- 平均勾配：413 ‰

## 運行形態
平日は20分 - 30分間隔の運行で所要時間は9分。土曜日・休日および多客期には増便される。
2006年12月より叡山ロープウェイとともに冬期（例年12月初旬から春分の日の頃まで）運休するようになった。ただし、1月1日から3日の正月三が日は延暦寺への初詣客のために特別運行する（なお、2014年は保守工事を理由として正月の運行は行われなかった）。ほぼ同期間は比叡山ドライブバスも運休するため、運休期間内に公共交通機関で比叡山を目指すには、大津側からのルートである通年営業の坂本ケーブルを利用することになる。

## 車両
旅客用はケ型2両 (1, 2) が在籍する。同形は1987年に武庫川車両工業で製造された（台車回りは流用）。また、貨車としてケト101がある。

### ケ型諸元
- 空車重量 10.6 t
- 最大乗車人員 101人（座席定員34人）
- 最大寸法 長さ12000 mm・幅2780 mm・高さ3630 mm

### 過去の車両
- 1・2（初代） - 開業時に用意された車両は車台製作がスイスのテオドルベル、車体は日本車輌製造が製造した。3・4 の入線により予備車となり、後に改造されて 1・2（2代目）となった。
- 3・4  -  1・2（初代）と同じ車台製作がスイスのテオドルベル、車体は日本車輌製造が製造した。戦時中は荷物車に改造され機材撤去に使用されたが、その後は使用されなかった。
- 1・2（2代目）- 1・2（初代）の台車などを使用して製作。1955年廃車。
- 1・2（3代目）- 1955年日立製作所製

## 歴史
- 1922年（大正11年）11月8日 鉄道免許状下付（愛宕郡八瀬村字青良谷-同郡同村四明嶽間）[6]
- 1925年（大正14年）12月20日 京都電燈が叡山電気鉄道部の鋼索線として西塔橋（現在のケーブル八瀬） - 四明ヶ嶽（現在のケーブル比叡）間を開業[7]。
- 1942年（昭和17年）3月2日 京福電気鉄道へ分離譲渡[8]。
- 1944年（昭和19年） 休止[9]。
- 1946年（昭和21年） 運行再開[9]。
- 1965年（昭和40年）8月1日 西塔橋駅をケーブル八瀬遊園駅に、四明ヶ嶽駅をケーブル比叡駅に改称[9]。
- 2002年（平成14年）3月10日 ケーブル八瀬遊園駅をケーブル八瀬駅に改称[9]。

## 駅一覧
- 両駅とも京都府京都市左京区内に所在。

| 駅名           | 累計キロ | 接続路線                                       |
| -------------- | -------- | ---------------------------------------------- |
| ケーブル八瀬駅 | 0.0      | 叡山電鉄： E 叡山本線（八瀬比叡山口駅:E08）    |
| ケーブル比叡駅 | 1.3      | 京福電気鉄道：叡山ロープウェイ（ロープ比叡駅） |